# Cesare Fogli
Cesare Fogli (Comacchio, 26 febbraio 1852 – Bologna, 26 marzo 1925) è stato uno storico e genealogista italiano.

## Biografia
Cesare Fogli, esponente di una antica e nobile famiglia comacchiese, si diploma maestro di scuola elementare superiore a Rovigo nel 1879, divenendo in seguito direttore didattico. 
Fu socio corrispondente della deputazione ferrarese di storia patria, socio della commissione araldica per le province di Romagna, nonché membro del Collegio araldico di Roma e membro onorario del Conseil Héraldique de France.
È soprattutto noto per il suo Degli uomini illustri della città di Comacchio, pubblicato a Ferrara nel 1900: di impianto sostanzialmente elogiativo, rivolge particolare attenzione ai letterati rispetto alle altre figure citate.
Successivamente, si dedica soprattutto a ricerche genealogico-araldiche per lo più incentrate su famiglie comacchiesi, sulle quali pubblica diverse monografie che gli fanno meritare la definizione di «instancabile ed erudito illustratore della sua nativa Comacchio» in una delle recensioni ai suoi saggi e la pubblicazione di suoi articoli all'estero, in riviste specializzate in araldica.
Fogli riprende quindi la tematica storica con il saggio Comacchio nel Risorgimento Italiano, pubblicato a Prato nel 1915, nel quale, illustrando gli avvenimenti del 1848, riconosce a Comacchio il prestigio di essere stata la prima fra le città pontificie a ribellarsi agli austriaci e approfondisce, con documenti inediti, le vicende dei garibaldini fratelli Bonnet. 
Nel 1916 si trasferisce a Bologna per dirigere uno Studio Storico Araldico e dedicarsi a ricerche genealogiche su commissione e ricerche sulla storia risorgimentale.

## Opere principali
- Cesare Fogli, La Provincia di Ferrara. Nozioni di geografia compilate per le classi terza e quarta elementari, Minelli, Rovigo, 1889; Andreoli, Bologna, 1891²; Ruiba, Ferrara, 1896³;
- Cesare Fogli, Degli uomini illustri della città di Comacchio, Bresciani, Ferrara, 1900 (Ristampa an., Forni, Bologna, 1972);
- Cesare Fogli, Famiglie ascritte al ceto nobiliare di Comacchio. Famiglia Vitali, Roma, 1902;
- Cesare Fogli, Famiglie ascritte al ceto nobiliare di Comacchio. Famiglia Guidi, Fantini, Comacchio, 1904;
- Cesare Fogli, Famiglie ascritte al ceto nobiliare di Comacchio. Famiglia Boccaccini, Fantini, Comacchio, 1907;
- Cesare Fogli, Nel cinquantenario della proclamazione del Regno d'Italia con Roma capitale, Tip. Bevilacqua, Minerbo, 1911;
- Cesare Fogli, Famiglie ascritte al ceto nobiliare di Comacchio. Famiglia Fabbri, Carli, Comacchio, 1912;
- Cesare Fogli, Filippo Cavalieri capitano nell’11º Reggimento cavalleria Foggia, Andreoli, Bologna, 1914;
- Cesare Fogli, Comacchio nel Risorgimento Italiano, Nutini, Prato, 1915;
- Cesare Fogli, Nel primo anniversario della Dichiarazione di Guerra, Vighi e Rizzoli, Bologna, 1916;
- Cesare Fogli, Famiglie ascritte al ceto nobiliare di Comacchio. Famiglia Cavalieri, Stab. Poligr. Riuniti, Bologna, 1919;
- Cesare Fogli, Famiglie ascritte al ceto nobiliare di Comacchio. Famiglia Simoni, Stab. Poligr. Riuniti, Bologna, 1922.